# تشيشير إيست
تشيشير إيست (بالإنجليزية: Cheshire East)‏ تُعد هذه المنطقة سلطة وحدوية تتمتع بوضع حي ضمن مقاطعة تشيشير الاحتفالية في إنجلترا. تتولى إدارة المنطقة السلطة المحلية، وهي مجلس تشيشير الشرقية. تضم المنطقة عددًا من المدن الرئيسية، منها  كرو وماكليسفيلد وكونجليتون وساندباك وويلمسلو وهاندفورث ونوتسفورد ونانتويش. يقع مقر المجلس في مدينة ساندباك.